# NGC 5443
NGC 5443 (również PGC 49993 lub UGC 8958) – galaktyka spiralna z poprzeczką (SBb), znajdująca się w gwiazdozbiorze Wielkiej Niedźwiedzicy. Odkrył ją William Herschel 14 kwietnia 1789 roku.